# Loma de los Amates
Loma de los Amates är en ort i Mexiko.   Den ligger i kommunen Cuernavaca och delstaten Morelos, i den sydöstra delen av landet, 60 km söder om huvudstaden Mexico City. Loma de los Amates ligger 1 575 meter över havet och antalet invånare är 470.
Terrängen runt Loma de los Amates är huvudsakligen kuperad, men åt sydost är den platt. Runt Loma de los Amates är det mycket tätbefolkat, med 1 517 invånare per kvadratkilometer. Närmaste större samhälle är Cuernavaca, 2,5 km öster om Loma de los Amates. I omgivningarna runt Loma de los Amates växer huvudsakligen savannskog.